# Xiangdong (socken i Kina)
Xiangdong (kinesiska: 湘东, 湘东乡) är en socken i Kina. Den ligger i provinsen Hunan, i den södra delen av landet, omkring 160 kilometer sydost om provinshuvudstaden Changsha.
Genomsnittlig årsnederbörd är 1 971 millimeter. Den regnigaste månaden är maj, med i genomsnitt 295 mm nederbörd, och den torraste är oktober, med 26 mm nederbörd.